# Mujães
Mujães es una freguesia portuguesa situada en el municipio de Viana do Castelo. Según el censo de 2021, tiene una población de 1422 habitantes.